# Karla Linke
Karla Linke (República Democrática Alemana, 29 de junio de 1960) es una nadadora alemana retirada especializada en pruebas de cuatro estilos, donde consiguió ser subcampeona mundial en 1975 en los 400 metros estilos.

## Carrera deportiva
En el Campeonato Mundial de Natación de 1975 celebrado en Cali (Colombia), ganó la medalla de bronce en los 200 metros estilo braza, con un tiempo de 2:38.28 segundos, tras su compatriota la también alemana Hannelore Anke  (oro con 2:37.25 segundos que fue récord del mundo) y la neerlandesa Wijda Mazereeuw  (plata con 2:37.50 segundos); y también ganó la medalla de plata en los 400 metros estilos, con un tiempo de 4:57.83 segundos, tras su compatriota Ulrike Tauber.